# 莱杰什贝涅
莱杰什贝涅，是匈牙利包尔绍德-奥包乌伊-曾普伦州所辖的一个村。总面积20.31平方公里，总人口1576，人口密度77.6人/平方公里（2011年1月1日）。